# Emilio Sempere
Emili Francesc Sempere Ferràndiz, más conocido como Emili Sempere, (Cocentaina, Alicante, 17 de septiembre de 1941) es un investigador y ceramólogo español.
Ha dedicado sesenta años a la investigación y difusión de la cerámica, al tiempo que ha defendido la profesión de la Ceramología desde la perspectiva científica.

## Biografía
Nació en el seno de una familia de industriales que poseían un tejar dedicado también a la fabricación de baldosas hidráulicas desde el siglo XVIII: El Tejar de los Ferrandis.
Cursó estudios de bachiller, interno en el colegio de Franciscanos de Onteniente (Valencia). Residió en París, Oxford y Hamburgo.
En 1963 se trasladó a Barcelona donde, en 1967, se inscribió en la Escuela de Artes y Oficios, departamento de cerámica. 
Empieza a interesarse por la alfarería en los años sesenta. Testigo del resurgir de la cerámica contemporánea de autor, con una nueva generación de ceramistas trasgresores.
En 1972 montó una empresa dedicada a la comercialización de alfarería de España y Portugal.
En 1975, junto con José Corredor Matheos y Maria Antonia Palausi, crea el departamento del AAFAD,
Es miembro cofundador de la Associació de Ceràmica Decorada i Terrissa (luego Asociación de Cerámica Catalana), en 1980, de la que formaría parte de la junta directiva y de la revista Butlletí de Cerámica.
Junto con Ilse Schütz, puso en marcha la Asociación de Ceramología en 1988, cuyas primeras reuniones se llevaron a cabo en el Museo de Agost. También es miembro de la Asociación de «Terres Cuites» de Francia. En 2002 creó la publicación TerrArt: Revista de cerámica contemporánea, que dirigió hasta 2014. Asimismo, en 2009 organizó el Premio de Cerámica de la Asociación de Ceramistas de Cataluña.
Miembro del comité ejecutivo en Ginebra de la Academia Internacional de Cerámica (AIC) desde 1994. Fundador de la Asociación de Ceramología y del AAFAD (Actividades Artesanales del Fomento de las Artes Decorativas), y Embajador de la Agencia Catalana de Turismo de la Generalidad de Cataluña.
En 2011 recibió el Premio Nacional de la Asociación Española de Ciudades de la Cerámica por su labor como investigador, y en 2016 el diploma de la Academia Internacional de la Cerámica y la Asociación Ceramistas de Cataluña, en reconocimiento al impulso y promoción del 47 Congreso Internacional de la Academia celebrado en Barcelona.

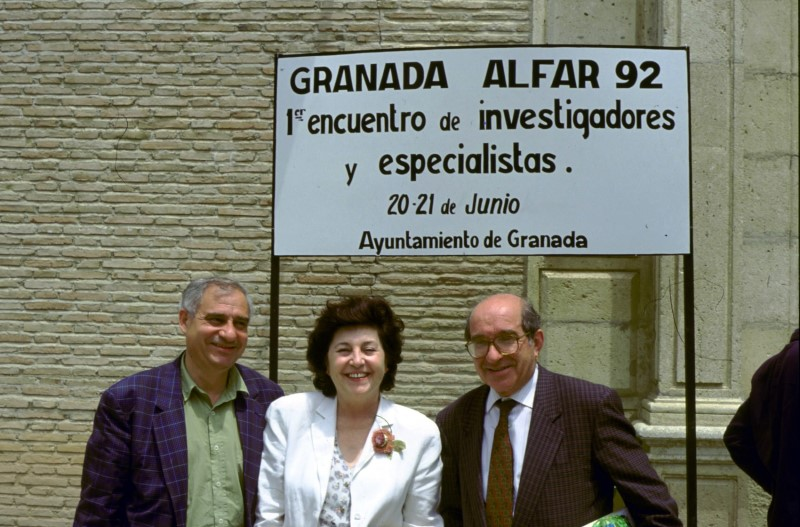
Emili Sempere, Natacha Seseña y Luciano García Alén en ALFAR-92 en Granada.

## Obras

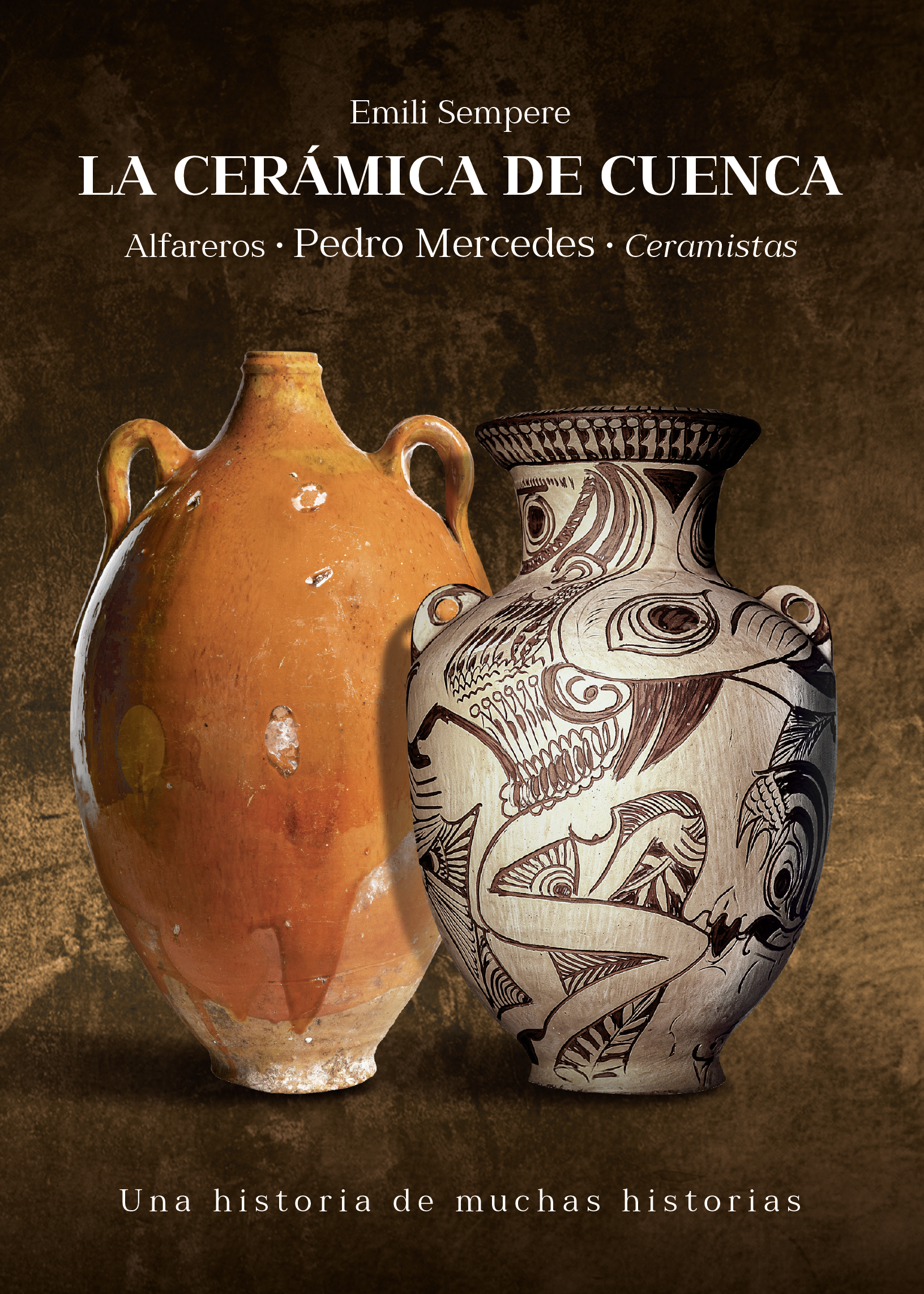
Autor: Emili Sempere

- (1982) Rutas de los alfares de España-Portugal, ISBN 84-300-5388-3.Autor: Emili Sempere

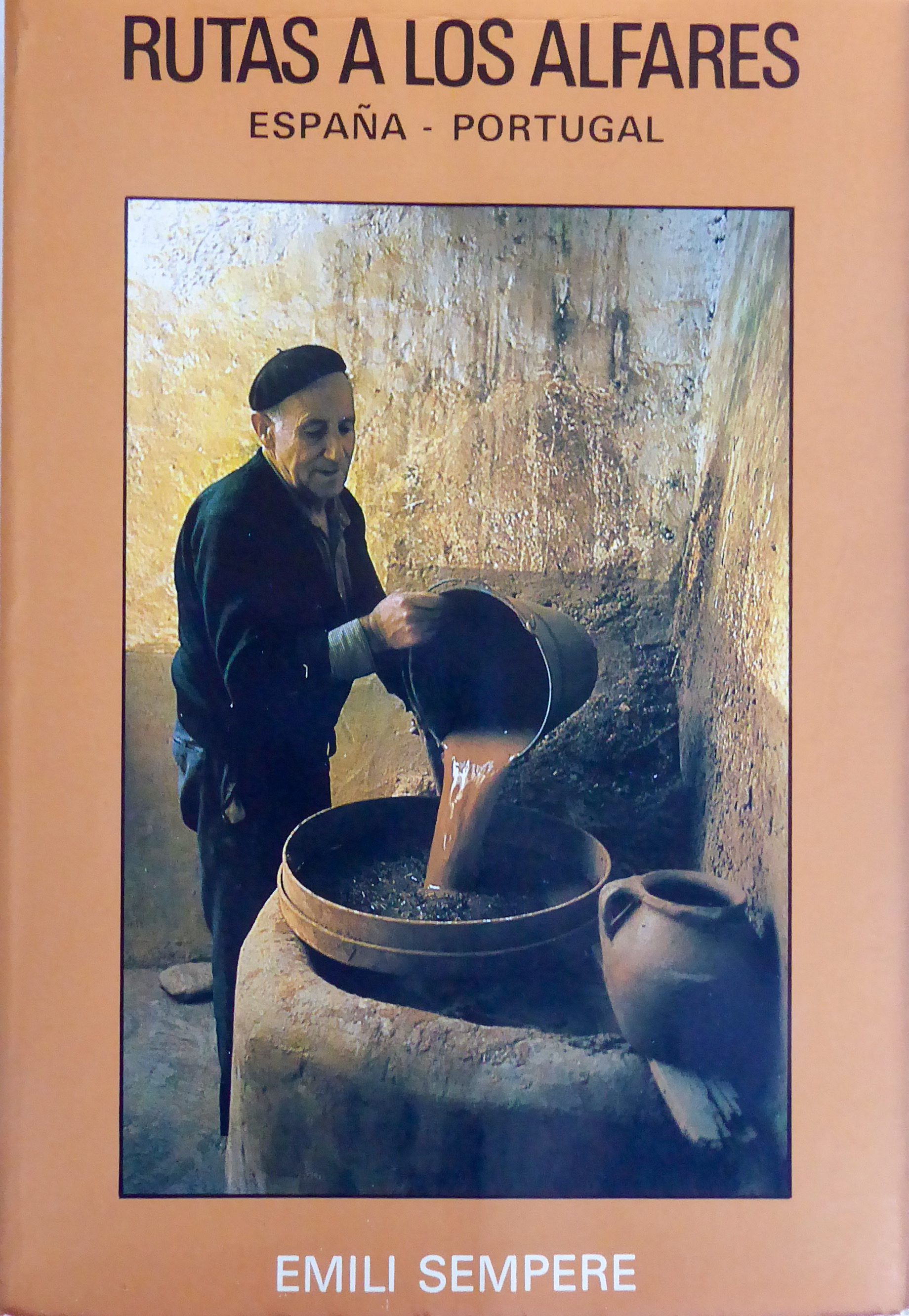
Autor: Emili Sempere

- (1982) La Terrisa de les Terres de L'Ebre, ISBN 84-300-7812-6.Autor: Emili Sempere

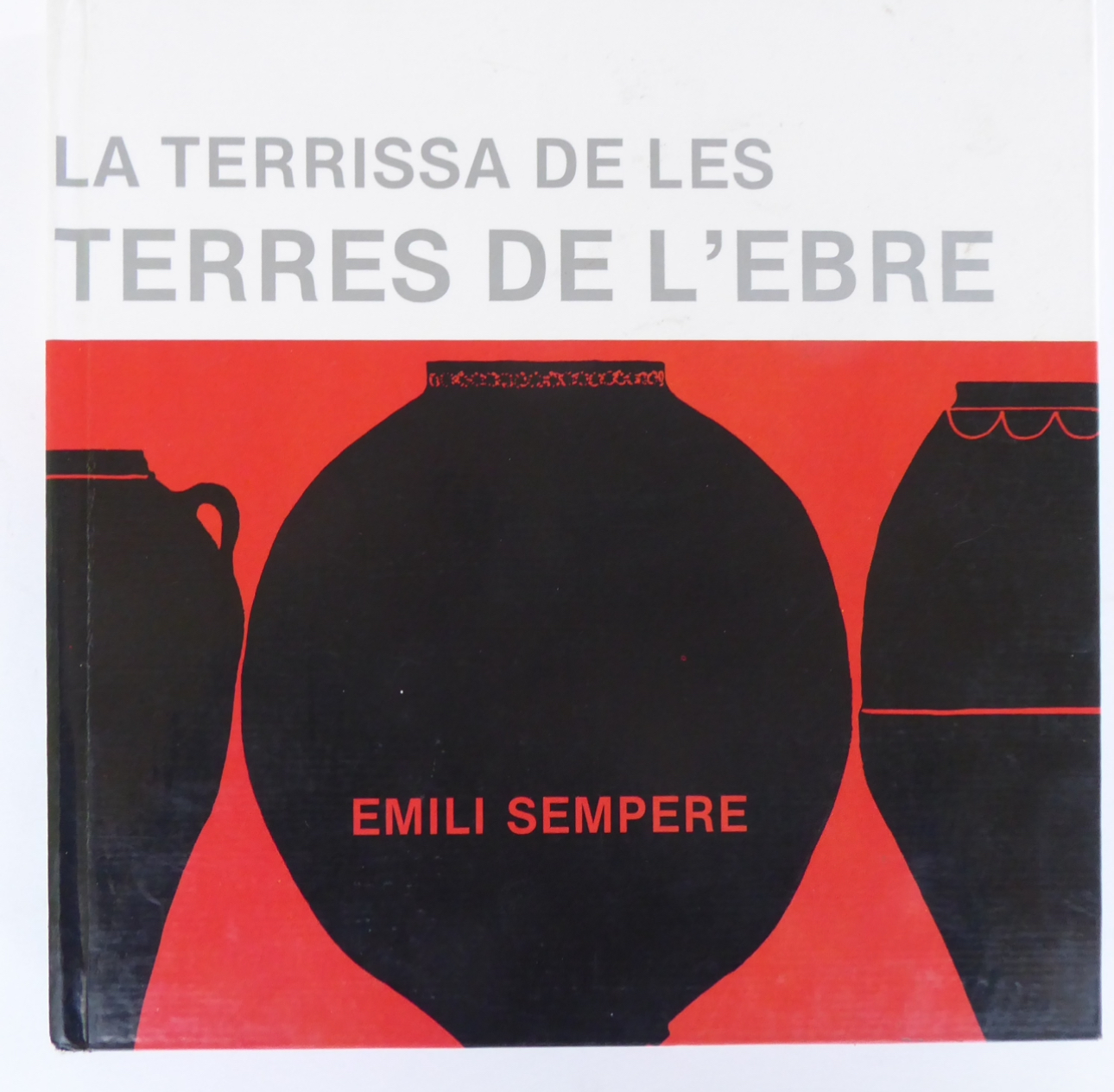
Autor: Emili Sempere

- (1985) La Terrisa Catalana (Tipologia y Terminologia), ISBN 84-7324-122-X.Autor: Emili Sempere

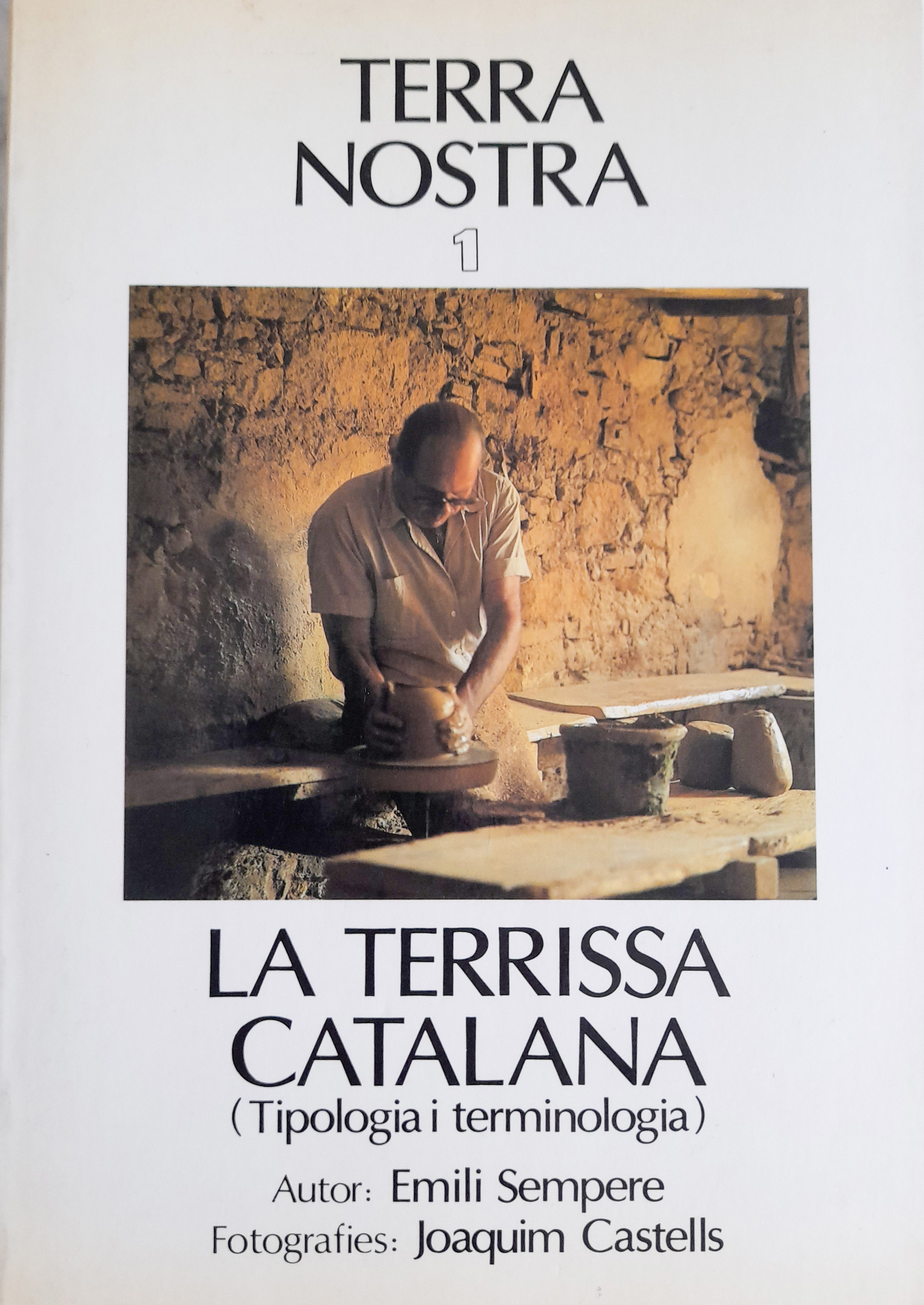
Autor: Emili Sempere

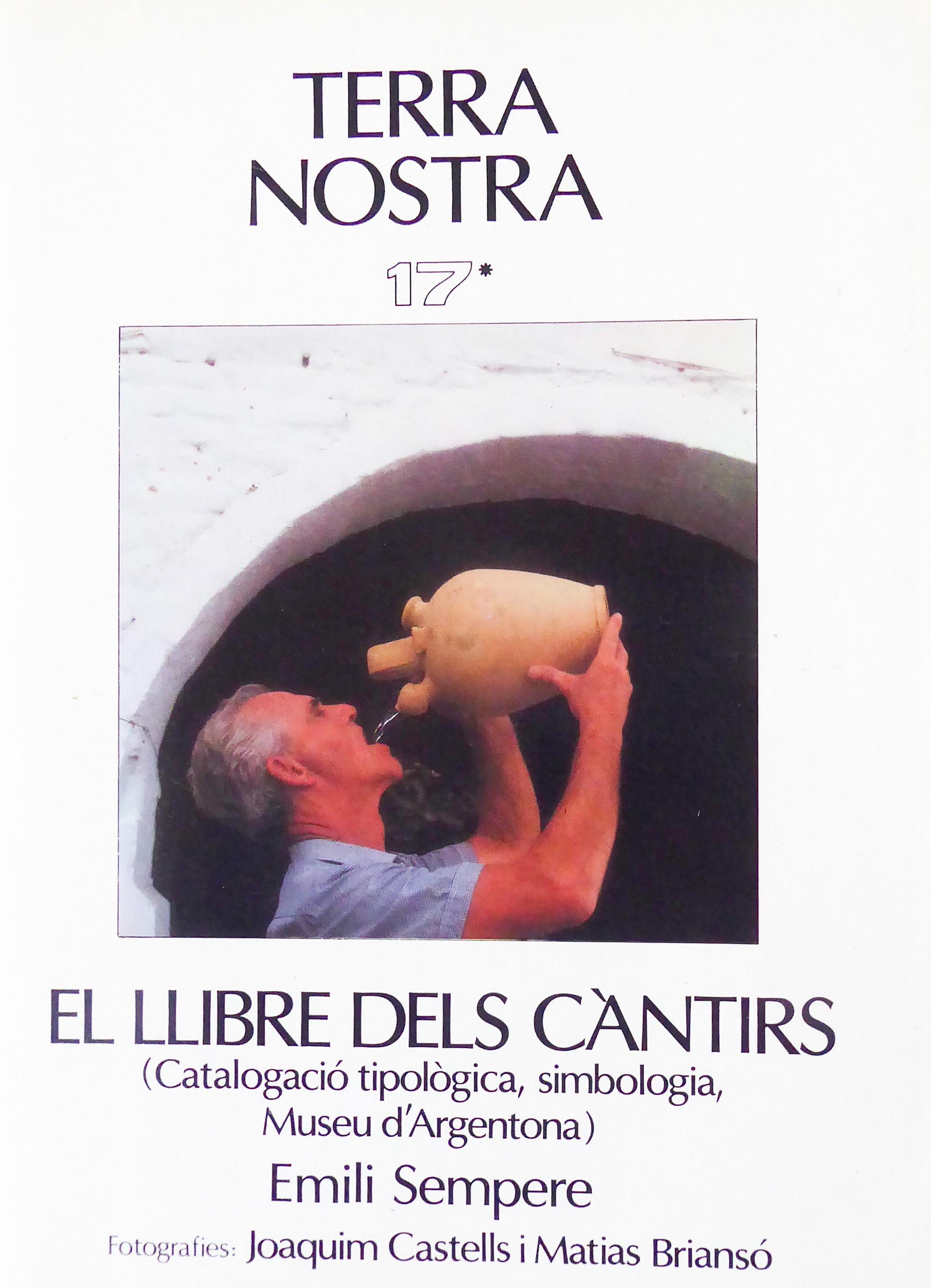
Autor: Emili Sempere

- (1989) El Llibre dels càntirs, Catalogació tipològica y simbologia (Vol. 1). Nou Art Thor. Barcelona, ISBN 84-7327-191-2.Autor: Emili Sempere
- (1989) El Llibre dels càntirs, Història, últims cantirers de Catalunya (Vol. 2 ). Nou Art Thor. Barcelona, ISBN 84-7327-192-0.Autor: Emili Sempere

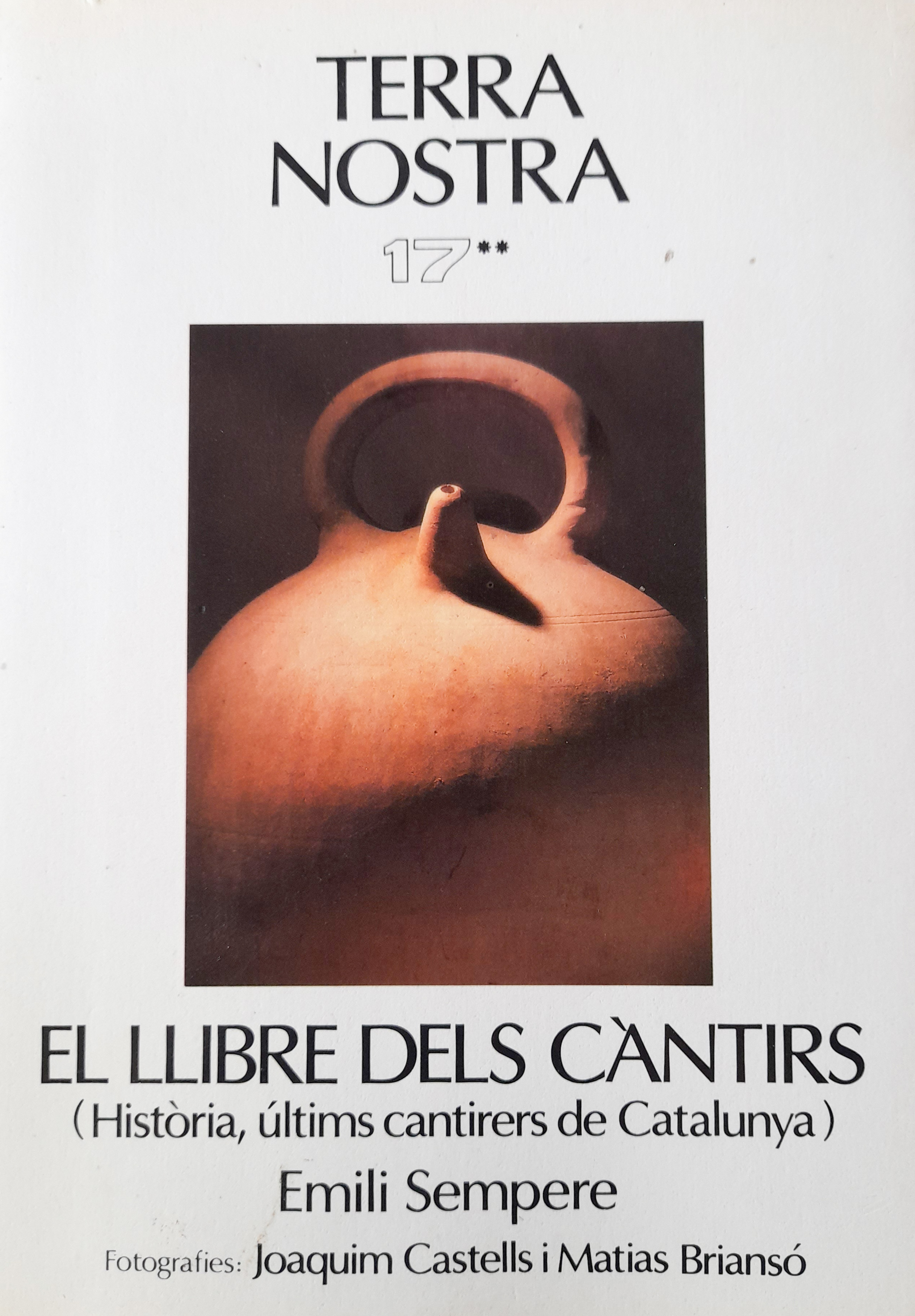
Autor: Emili Sempere

- (2006) Historia y arte en la cerámica de España y Portugal. Barcelona, Les Puntxes, ISBN 978-84-611-3612-4.Autor: Emili Sempere

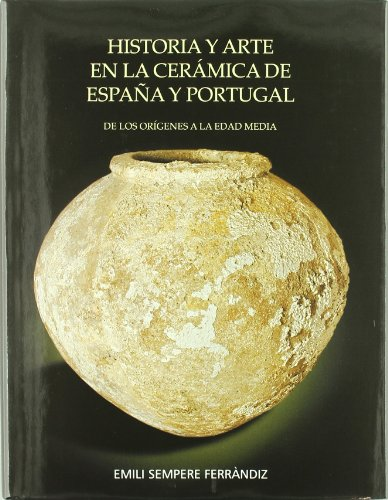
Autor: Emili Sempere

- (2017) Historiografía de la cerámica española. Bibliografía, coleccionismo y museos. ISBN 8461795246.Autor: Emili Sempere

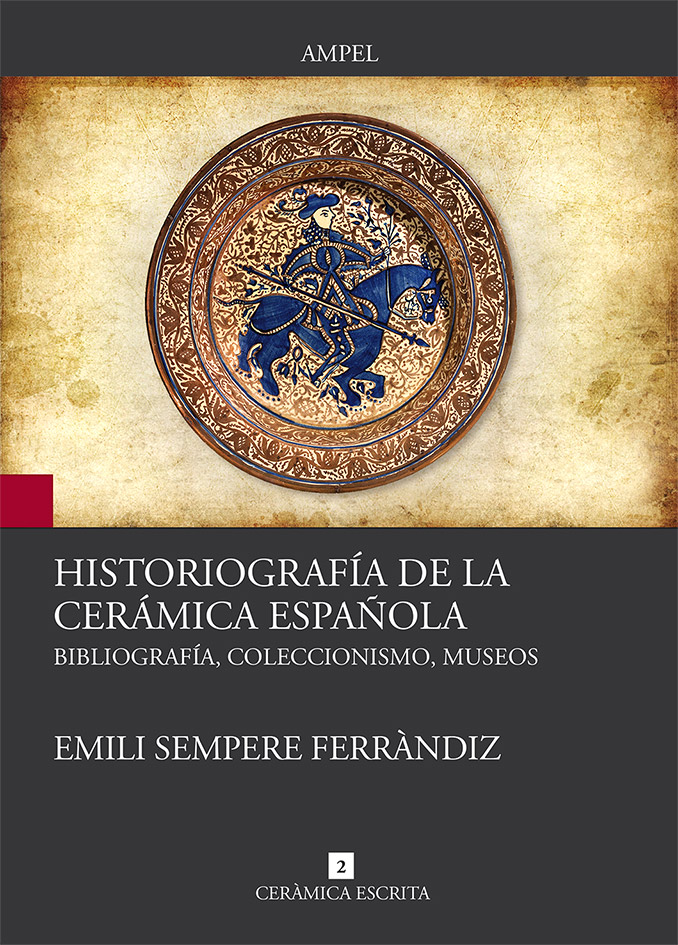
Autor: Emili Sempere

- (2022) La cerámica de Cuenca. Alfarería, Pedro Mercedes, ceramistas. Ed. Diputación Provincial de Cuenca. ISBN 978-84-17357-44-3.[11][12] Autor: Emili Sempere

## Menciones honoríficas y premios
- Premio Nacional de Cerámica, de la asociación CeCC, Ciudades Españolas de la Cerámica, en 2011. Por la aportación y investigación científica.
- Miembro de Honorífico del Patronato del Museo de Argentona, 2013. Por la colaboración durante años.
- AIC. Academia Internacional de la Cerámica, Ginebra. Diploma por la promoción de la cerámica 2016. Miembro emérito por el trabajo realizado 2018.
- Premio de la Asociación Ceramistas de Cataluña, a la investigación y difusión, 2020.